# Phaonia kowarzii
Phaonia kowarzii este o specie de muște din genul Phaonia, familia Muscidae. A fost descrisă pentru prima dată de Johann Andreas Schnabl în anul 1887. Conform Catalogue of Life specia Phaonia kowarzii nu are subspecii cunoscute.